# NGC 3617
NGC 3617 este o galaxie eliptică situată în constelația Hidra. A fost descoperită în 22 martie 1836 de către John Herschel. Se află la o distanță de 30,15 de megaparseci de Pământ.